# Erpodium theriotii
Erpodium theriotii är en bladmossart som beskrevs av Brotherus 1912. Erpodium theriotii ingår i släktet Erpodium och familjen Erpodiaceae. Inga underarter finns listade i Catalogue of Life.